# والتر ميلر (مخرج تلفزيوني)
والتر ميلر (15 مارس 1926 - 13 نوفمبر 2020) هو مخرج تلفزيوني، أمريكي.

## جوائز
حصل على جوائز منها:
- جائزة غرامي للأمناء [الإنجليزية]‏ (2010)
- جائزة إيمي.

## وصلات خارجية
- والتر ميلر على موقع IMDb (الإنجليزية)
- والتر ميلر على موقع قاعدة بيانات الفيلم (الإنجليزية)